# Enisonychus
Enisonychus es un género de coleópteros curculionoideos de la familia Attelabidae. Legalov describió el género en 2007. Esta es la lista de especies que lo componen:
- Enisonychus cruentatus Roelofs, 1880
- Enisonychus drescheri Voss, 1935
- Enisonychus pseudcruentatus Legalov, 2007